# Cherson oblast
Cherson oblast (ukrainska: Херсонська область, Chersonska oblast; ävet kallat Херсонщина, Chersonsjtjyna) är ett oblast i södra Ukraina, beläget norr om Krim. Det har en yta på 29 000 km² och dess invånarantal är cirka 1 120 000 (1 maj 2004). Oblastets huvudort är Cherson. 

## Städer
Viktiga städer i oblastet är:
- Cherson
- Henitjesk
- Kachovka
- Nova Kachovka
- Olesjky

## Historia
Det som idag är Cherson oblast består av norra delen av det forna guvernementet Taurien samt en liten del av guvernementet Chersons östra del.

## Askanija-Nova
Delar av oblastet består fortfarande av öppen stäpp. Där finns bland annat naturskyddsområdet Askanija-Nova, som under den sovjetiska tiden blev nationalpark.